# Río Dove (Inglaterra central)
El río Dove es el río principal del sudoeste del Distrito de los Picos, en la región central de Inglaterra y tien unos 72 km de longitud. Nace en Ax Edge Moor cerca de Buxton y fluye generalmente hacia el sur hasta su confluencia con el río Trent en Newton Solney. Desde allí, sus aguas llegan al mar del Norte a través del estuario de Humber. Durante casi todo su curso, forma el límite entre los condados de Staffordshire (al oeste) y Derbyshire (al este). El río serpentea más allá de Longnor y Hartington y atraviesa un conjunto de impresionantes gargantas de piedra caliza, Beresford Dale, Wolfscote Dale, Milldale y Dovedale.
El río es famoso por sus  truchas.  
El nombre del río ahora se pronuncia generalmente para rimar con "love", pero su pronunciación original rima con "rove". Esta pronunciación todavía es utilizada por algunos residentes de los tramos más bajos del río. 

## Dovedale

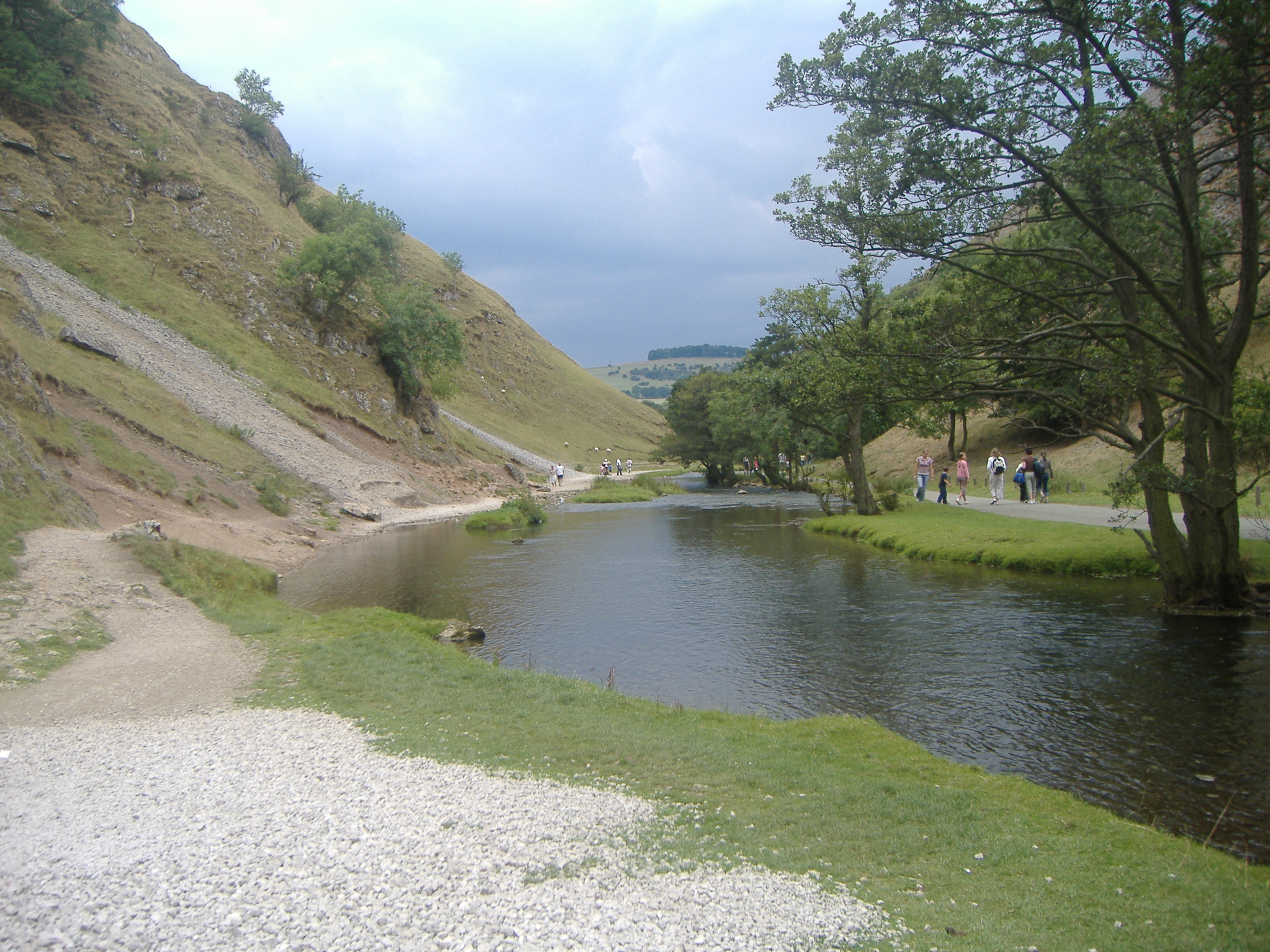
El río Dove en Dovedale

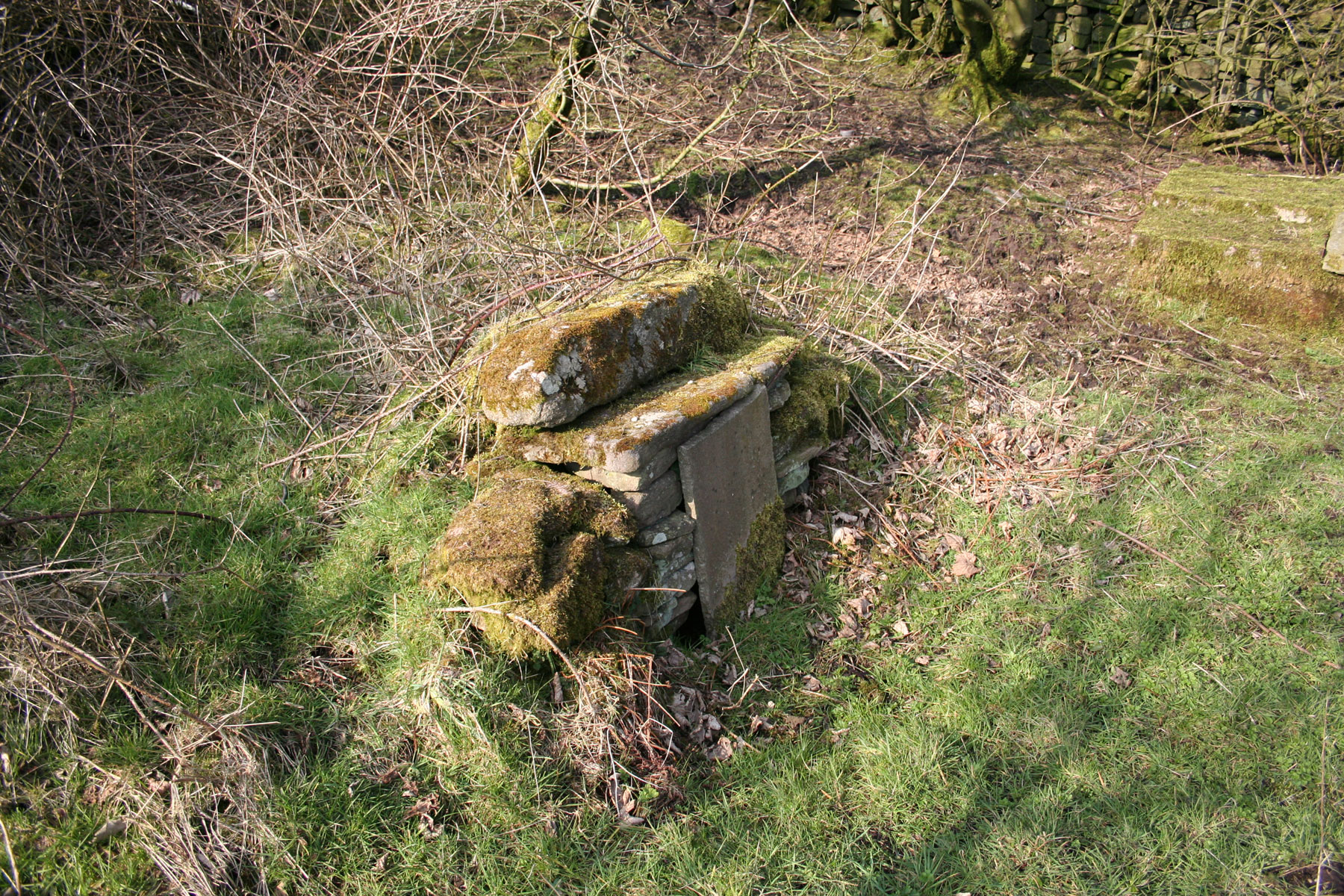
El nacimiento tradicional del río Dove (SK031684), actualmente suele estar seco.

Desde Hartington hasta su confluencia con el Manifold River en Ilam, el río fluye a través de una serie de valles de piedra caliza escénicos, conocidos colectivamente como Dovedale.  Dovedale también se usa particularmente para el nombre de esa sección entre los escalones debajo de Thorpe Cloud y Milldale. El desfiladero de Dovedale se considera tan pintoresco que atrae a un millón de visitantes al año. Los buenos senderos de la ribera hacen que toda la ruta sea accesible para los caminantes. 

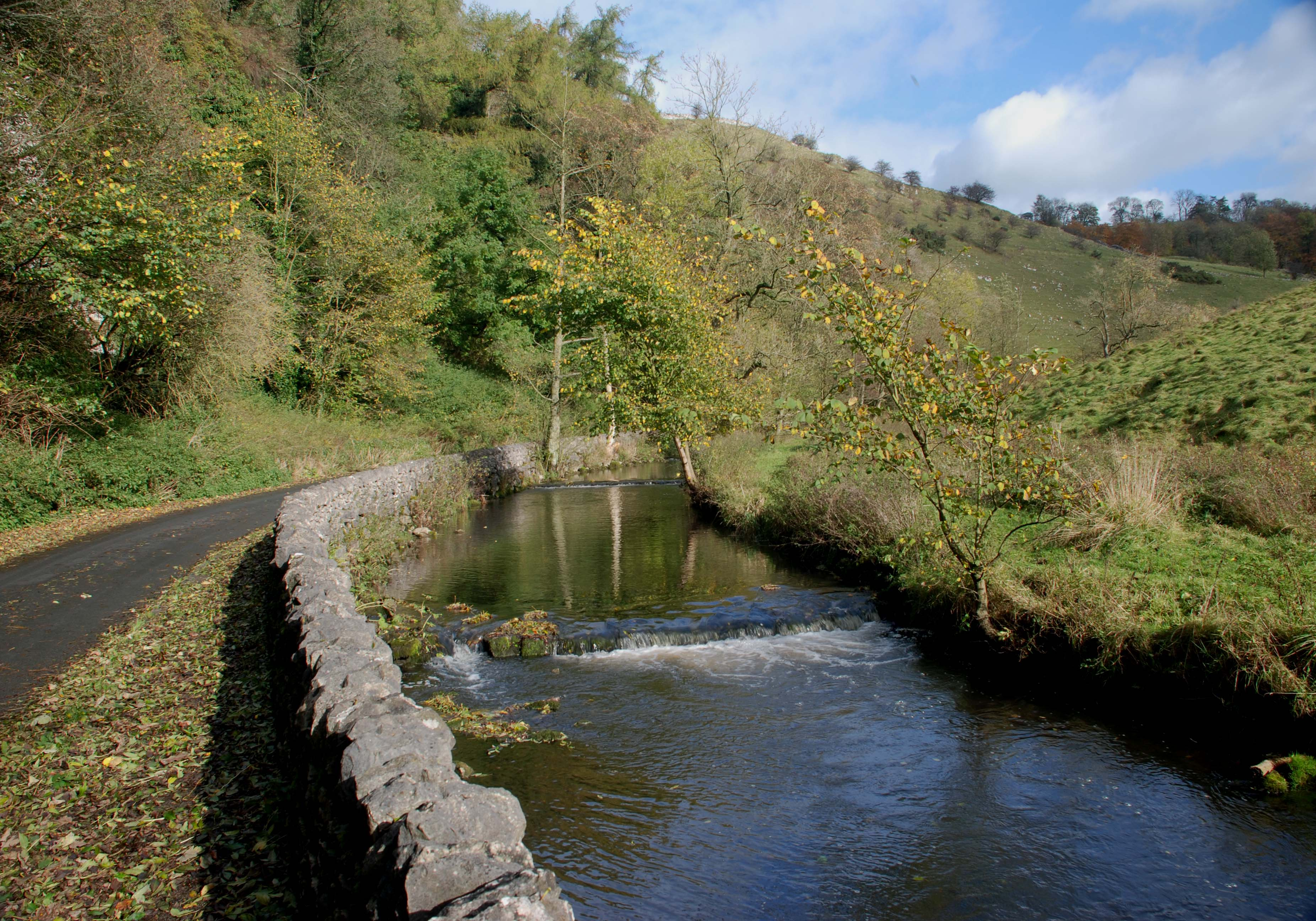
El río en Milldale

Gran parte del valle está en manos del National Trust, siendo parte de South Peak Estate.Dovedale fue declarada reserva natural nacional en 2006. 
Las atracciones de Dovedale incluyen los pilares de roca como el llamado Rock, Viator's Bridgey las calizas esculpidas en Lovers 'Leap y Reynard's Cave.

## Dove inferior
Una vez que el río sale de Dovedale, se une al Manifold y entra en un valle más ancho cerca de Thorpe.  El valle aumenta de tamaño a medida que el río continúa hacia el sur para llegar a Mapleton y luego a Mayfield, donde es atravesado por el puente colgante medieval. En este punto, se une con el Bentley Brook y, luego, cerca de Church Mayfield, con el Henmore Brook .
El Dove fluye entonces en dirección suroeste, pasando por Norbury y Ellastone, donde gira hacia el sur hasta llegar a Rocester. Al sur del pueblo, en Combridge se une a su tributario más grande, el río Churnet. Al llegar al antiguo Puente de la Paloma, se une al río Tean, que  serpentea a través de un ancho valle que gira hacia el este a medida que pasa entre Doveridge y Uttoxeter; el único pueblo a lo largo de su longitud.
Más allá de este punto, las comunidades ribereñas, como Marchington, Sudbury y Scropton, tienden a ubicarse en el borde del valle; aunque el pueblo de Hatton se adentra en el fondo del valle, donde está unido por un puente a Tutbury cuyo castillo domina el cruce.  El río continúa hacia el este pasando por las aldeas de Marston, Rolleston y Egginton, donde se une a su último afluente, el Hilton Brook.  El río se divide en este punto, con un brazo que pasa por el molino de Clay Mills, los dos brazos se unen río abajo del puente de la carretera A38, y luego hacia el sur, el Dove alcanza su confluencia con el río Trent, en Newton Solney.

## Tributarios

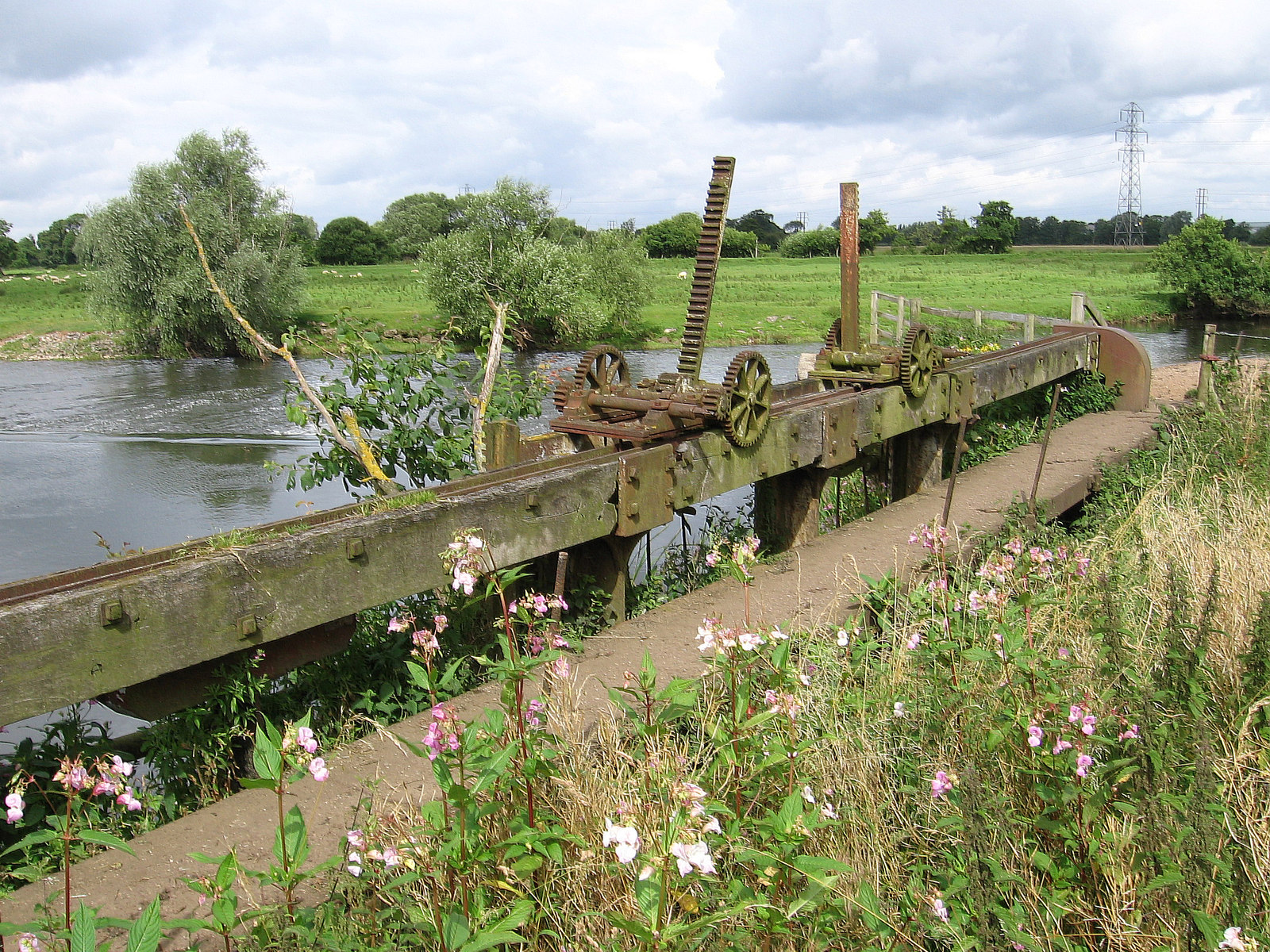
El río cerca de Tutbury (Mill Fleam Sluice)

Lista alfabética de afluentes, extraída de la lista de la Directiva Marco del Agua de cuerpos de agua para el río Dove:
- Alders Brook, que se une al Dove cerca de Rocester
- Bentley Brook
- Río Churnet
- Foston Brook, que se une al Dove cerca de Rocester
- Henmore Brook
- Hilton Brook
- Río Manifold
- Marchington Brook, que se une al Dove cerca de Marchington
- Marston Brook, que se une al Dove cerca de Marchington
- Picknall Brook que se une al Dove cerca de Uttoxeter
- Rolleston Brook que se une al Dove cerca de Rolleston en Dove
- Río Tean
- Tit Brook que se une al Dove cerca de Ellastone